# ISO-2022-JP-2004
ISO-2022-JP-2004は、日本の文字を符号化するために使われる文字コードである。JIS X 0213の符号化方式のひとつである。JIS X 0213:2004の附属書2で定義されている。
コード値として0x20から0x7Fまでの範囲を使い、エスケープシーケンスによってASCIIの1バイト文字とJIS X 0213の2バイト文字とを切り替えて運用する符号化方式である。最上位ビットを全く使わないため、7ビットの環境 (インターネットのメールなど) に適する。一方、状態を持つ符号化方式であるため、プログラムの内部コードとして用いるのは一般的に困難が伴う。
エスケープシーケンスとそれによって指示される文字集合は以下の通り。
- 1B 28 42: ASCII (厳密にはISO/IEC 646 国際基準版)
- 1B 24 28 51: JIS X 0213第1面
- 1B 24 28 50: JIS X 0213第2面

ただし、互換性のため、JIS X 0213第1面の指示には以下のエスケープシーケンスを用いることも制限つきで可能である。
- 1B 24 42 (JIS X 0208-1983のエスケープシーケンス): このときは、JIS X 0208で定義されていない符号位置の文字は使うことはできない。また、JIS X 0213によって包摂の範囲が変更になった漢字も用いることはできない (例えば「福」など)。
- 1B 24 28 4F (JIS X 0213:2000第1面のエスケープシーケンス): このときは、JIS X 0213:2004で追加されたUCS互換漢字10文字およびそれに対応する異体字を用いることはできない (例えば「嘘」など)。